# Томаида Александријска
Света мученица Томаида је хришћанска светитељка. Рођена је у Александрији од хришћанских родитеља. Учена је хришћанству одмалена и у петнаестој години својој венчана с мужем часним. Међутим свекар њен је би неки развратан старац, и у одсуству свога сина нападо је на снаху своју и хтео је обешчастити. Устрашила се Томаида и у страху опомињала свекра на закон Божји, и измицала је из руку његових. После дуге борбе свекар је извадио нож и заклао снаху, па је расече на две половине. Хришћани верују да га је у том часу стиглa казна Божја и да је истог часа ослепео и није могао наћи врата да изађе, него је ту у одаји затечен и предат суду, који га је осудио на смрт. Хришћани верују да се дешавало потом, да су многи мучени блудном страшћу, уздизали молитве светој Томаиди и добијали од ње крепку помоћ. Велики подвижник Преподобни Данил Скитски пренео је њене мошти у Скит, и тамо их положио у гробље свештеномонаха. Пострадала је света Томаида 476. године.
Српска православна црква слави је 13. априла по црквеном, а 26. априла по грегоријанском календару.